# Liste des ministres belges des Travaux publics
Le ministère belge des Travaux publics a été créé par arrêté royal le 13 janvier 1837 : Art. 1. Les attributions suivantes sont respectivement distraites des ministères de l'intérieur, des affaires étrangères, de la marine et des finances, savoir : Travaux publics, Mines, [Marine, Milice, Garde civique,] Postes, Messageries, [Monnaies, Garantie des matières d'or et d'argent, Poids et mesures]. Ces attributions seront réunies pour former un ministère sous le titre de ministère des travaux publics. (Cité d'après Clément Labye, Législation des Travaux publics en Belgique, Liège, Verhoven-Debeur, imprimeur-éditeur, 1851, p. 272).
Voici la liste des ministres qui ont dirigé ce département de 1837 à 1992.
| Titulaire | Titulaire                | Titulaire                          | Parti            | Mandat                                                         | Gouvernement                                                              | Portefeuille ministériel | Souverain                            |
| --------- | ------------------------ | ---------------------------------- | ---------------- | -------------------------------------------------------------- | ------------------------------------------------------------------------- | --- | ------------------------------------ |
| 1         |                          | Jean-Baptiste Nothomb (1805-1881)  | Libéral          | 13 janvier 1837 – 18 avril 1840 (3 ans, 3 mois et 5 jours)     | de Theux I                                                                | Ministre des Travaux publics | Léopold Ier (1831-1865)              |
| 2         |                          | Charles Rogier (1800-1885)         | Libéral          | 18 avril 1840 – 13 avril 1841 (11 mois et 26 jours)            | Lebeau II                                                                 | Ministre des Travaux publics et des Beaux-Arts                                                                                         | Léopold Ier (1831-1865)              |
| 3         |                          | Léandre Desmaisières (1794-1864)   | Catholique       | 13 avril 1841 – 16 avril 1843 (2 ans, 11 mois et 29 jours)     | Nothomb                                                                   | Ministre des Travaux publics | Léopold Ier (1831-1865)              |
| 4         |                          | Adolphe Dechamps (1807-1875)       | Catholique       | 16 avril 1843 – 30 juillet 1845 (2 ans, 11 mois et 29 jours)   | Nothomb                                                                   | Ministre des Travaux publics | Léopold Ier (1831-1865)              |
| 5         |                          | Constant d'Hoffschmidt (1804-1873) | Libéral          | 30 juillet 1845 – 31 mars 1846 (8 mois et 1 jour)              | Van de Weyer                                                              | Ministre des Travaux publics | Léopold Ier (1831-1865)              |
| 6         |                          | Georges de Bavay (1803-1881)       | Catholique       | 31 mars 1846 – 12 août 1847 (1 an, 4 mois et 12 jours)         | de Theux II                                                               | Ministre des Travaux publics | Léopold Ier (1831-1865)              |
| 7         |                          | Walthère Frère-Orban (1812-1896)   | Parti libéral    | 12 août 1847 – 18 juillet 1848 (11 mois et 6 jours)            | Rogier I                                                                  | Ministre des Travaux publics | Léopold Ier (1831-1865)              |
| 8         |                          | Hippolyte Rolin (1804-1888)        | technicien       | 18 juillet 1848 – 12 août 1850 (2 ans et 25 jours)             | Rogier I                                                                  | Ministre des Travaux publics | Léopold Ier (1831-1865)              |
| 9         |                          | Emile Van Hoorebeke (1816-1884)    | Parti libéral    | 12 août 1850 – 30 mars 1855 (6 ans, 8 mois et 12 jours)        | Rogier I                                                                  | Ministre des Travaux publics | Léopold Ier (1831-1865)              |
| 9         | De Brouckère             | Emile Van Hoorebeke (1816-1884)    | Parti libéral    | 12 août 1850 – 30 mars 1855 (6 ans, 8 mois et 12 jours)        |                                                                           | Ministre des Travaux publics | Léopold Ier (1831-1865)              |
| 10        |                          | Auguste Dumon (1819-1892)          | Parti libéral    | 30 mars 1855 – 9 novembre 1857 (2 ans, 7 mois et 10 jours)     | De Decker                                                                 | Ministre des Travaux publics | Léopold Ier (1831-1865)              |
| 11        |                          | Joseph Partoes (1811-1858)         | technicien       | 9 novembre 1857 – 12 octobre 1858 (11 mois et 3 jours)         | Rogier II                                                                 | Ministre des Travaux publics | Léopold Ier (1831-1865)              |
| (7)       |                          | Walthère Frère-Orban (1812-1896)   | Parti libéral    | 12 octobre 1858 – 14 janvier 1859 (3 mois et 2 jours)          | Rogier II                                                                 | Ministre des Finances et des Travaux publics                                                                                           | Léopold Ier (1831-1865)              |
| 12        |                          | Jules Vander Stichelen (1822-1880) | Parti libéral    | 14 janvier 1859 – 3 janvier 1868 (8 ans, 11 mois et 20 jours)  | Rogier II                                                                 | Ministre des Travaux publics | Léopold Ier (1831-1865)              |
| 13        |                          | Alexandre Jamar (1821-1888)        | Parti libéral    | 3 janvier 1868 – 2 juillet 1870 (2 ans, 5 mois et 29 jours)    | Frère-Orban I                                                             | Ministre des Travaux publics | Léopold II (1865-1909)               |
| 14        |                          | Victor Jacobs (1838-1891)          | Parti catholique | 2 juillet 1870 – 3 août 1870 (2 ans, 5 mois et 29 jours)       | D'Anethan                                                                 | Ministre des Travaux publics | Léopold II (1865-1909)               |
| 15        |                          | Jules Joseph d'Anethan (1803-1888) | Parti catholique | 3 août 1870 – 12 septembre 1870 (1 mois et 9 jours)            | D'Anethan                                                                 | Premier ministre et Ministre des Affaires étrangères et des Travaux publics                                                            | Léopold II (1865-1909)               |
| 16        |                          | Armand Wasseige (1812-1882)        | Parti catholique | 12 septembre 1870 – 7 décembre 1871 (1 an, 2 mois et 25 jours) | D'Anethan                                                                 | Ministre des Travaux publics | Léopold II (1865-1909)               |
| 17        |                          | François Moncheur (1806-1890)      | Parti catholique | 7 décembre 1871 – 23 octobre 1873 (1 an, 10 mois et 16 jours)  | Malou I                                                                   | Ministre des Travaux publics | Léopold II (1865-1909)               |
| 18        |                          | Auguste Beernaert (1829-1912)      | Parti catholique | 23 octobre 1873 – 19 juin 1878 (4 ans, 7 mois et 27 jours)     | Malou I                                                                   | Ministre des Travaux publics | Léopold II (1865-1909)               |
| 19        |                          | Charles Sainctelette (1825-1898)   | Parti libéral    | 19 juin 1878 – 3 août 1882 (4 ans, 1 mois et 15 jours)         | Frère-Orban II                                                            | Ministre des Travaux publics | Léopold II (1865-1909)               |
| 20        |                          | Xavier Olin (1836-18̟99)            | Parti libéral    | 5 août 1882 – 16 juin 1884 (1 an, 10 mois et 11 jours)         | Frère-Orban II                                                            | Ministre des Travaux publics | Léopold II (1865-1909)               |
| (18)      |                          | Auguste Beernaert (1829-1912)      | Parti catholique | 16 juin 1884 – 26 octobre 1884 (1 an, 10 mois et 11 jours)     | Malou II                                                                  | Ministre de l'Agriculture, de l'Industrie et des Travaux publics                                                                       | Léopold II (1865-1909)               |
| 21        |                          | Alphonse de Moreau (1840-1911)     | Parti catholique | 26 octobre 1884 – 26 août 1888 (3 ans et 10 mois)              | Beernaert                                                                 | Ministre de l'Agriculture, de l'Industrie et des Travaux publics                                                                       | Léopold II (1865-1909)               |
| 22        |                          | Léon De Bruyn (1838-1908)          | Parti catholique | 26 août 1888 – 5 août 1899 (10 ans, 11 mois et 10 jours)       | Beernaert                                                                 | Ministre de l'Agriculture, de l'Industrie et des Travaux publics                                                                       | Léopold II (1865-1909)               |
| 22        | De Burlet                | Léon De Bruyn (1838-1908)          | Parti catholique | 26 août 1888 – 5 août 1899 (10 ans, 11 mois et 10 jours)       |                                                                           | Ministre de l'Agriculture, de l'Industrie et des Travaux publics                                                                       | Léopold II (1865-1909)               |
| 22        | de Smet de Naeyer I      | Léon De Bruyn (1838-1908)          | Parti catholique | 26 août 1888 – 5 août 1899 (10 ans, 11 mois et 10 jours)       | Ministre de l'Agriculture et des Travaux publics                          | | Léopold II (1865-1909)               |
| 22        | Vandenpeereboom          | Léon De Bruyn (1838-1908)          | Parti catholique | 26 août 1888 – 5 août 1899 (10 ans, 11 mois et 10 jours)       | Ministre de l'Agriculture et des Travaux publics                          | | Léopold II (1865-1909)               |
| 23        |                          | Paul de Smet de Naeyer (1843-1913) | Parti catholique | 5 août 1899 – 2 mai 1907 (7 ans, 8 mois et 27 jours)           | de Smet de Naeyer II                                                      | Premier ministre et Ministre des Finances et des Travaux publics                                                                       | Léopold II (1865-1909)               |
| 24        |                          | Auguste Delbeke (1853-1921)        | Parti catholique | 2 mai 1907 – 5 août 1910 (3 ans, 3 mois et 3 jours)            | de Trooz                                                                  | Ministre des Travaux publics | Léopold II (1865-1909)               |
| 24        | Schollaert               | Auguste Delbeke (1853-1921)        | Parti catholique | 2 mai 1907 – 5 août 1910 (3 ans, 3 mois et 3 jours)            |                                                                           | Ministre des Travaux publics | Léopold II (1865-1909)               |
| 25        |                          | Joris Helleputte (1852-1925)       | Parti catholique | 5 août 1910 – 17 juin 1911 (10 mois et 12 jours)               | Schollaert                                                                | Ministre de l'Agriculture et des Travaux publics                                                                                       | Albert Ier (1909-1934)               |
| 26        |                          | Aloys Van de Vyvere (1871-1961)    | Parti catholique | 17 juin 1911 – 11 novembre 1912 (1 an, 4 mois et 25 jours)     | de Broqueville I                                                          | Ministre de l'Agriculture et des Travaux publics                                                                                       | Albert Ier (1909-1934)               |
| (25)      |                          | Joris Helleputte (1852-1925)       | Parti catholique | 11 novembre 1912 – 31 mai 1918 (5 ans, 6 mois et 20 jours)     | de Broqueville I                                                          | Ministre de l'Agriculture et des Travaux publics                                                                                       | Albert Ier (1909-1934)               |
| (25)      | de Broqueville II        | Joris Helleputte (1852-1925)       | Parti catholique | 11 novembre 1912 – 31 mai 1918 (5 ans, 6 mois et 20 jours)     |                                                                           | Ministre de l'Agriculture et des Travaux publics                                                                                       | Albert Ier (1909-1934)               |
| (25)      | Cooreman                 | Joris Helleputte (1852-1925)       | Parti catholique | 11 novembre 1912 – 31 mai 1918 (5 ans, 6 mois et 20 jours)     |                                                                           | Ministre de l'Agriculture et des Travaux publics                                                                                       | Albert Ier (1909-1934)               |
| 27        |                          | Édouard Anseele (1856-1938)        | POB              | 31 mai 1918 – 16 décembre 1921 (3 ans, 6 mois et 15 jours)     | Delacroix I                                                               | Ministre des Travaux publics | Albert Ier (1909-1934)               |
| 27        | Delacroix II             | Édouard Anseele (1856-1938)        | POB              | 31 mai 1918 – 16 décembre 1921 (3 ans, 6 mois et 15 jours)     |                                                                           | Ministre des Travaux publics | Albert Ier (1909-1934)               |
| 27        | Carton de Wiart          | Édouard Anseele (1856-1938)        | POB              | 31 mai 1918 – 16 décembre 1921 (3 ans, 6 mois et 15 jours)     |                                                                           | Ministre des Travaux publics | Albert Ier (1909-1934)               |
| 28        |                          | Albéric Ruzette (1866-1929)        | Parti catholique | 16 décembre 1921 – 17 juin 1925 (3 ans, 6 mois et 1 jour)      | Theunis I                                                                 | Ministre de l'Agriculture et des Travaux publics                                                                                       | Albert Ier (1909-1934)               |
| 28        | Van de Vyvere            | Albéric Ruzette (1866-1929)        | Parti catholique | 16 décembre 1921 – 17 juin 1925 (3 ans, 6 mois et 1 jour)      | Ministre de l'Agriculture, des Travaux publics et des Affaires étrangères | | Albert Ier (1909-1934)               |
| 29        |                          | Alfred Laboulle (1865-1947)        | POB              | 17 juin 1925 – 20 mai 1926 (11 mois et 3 jours)                | Poullet                                                                   | Ministre des Travaux publics | Albert Ier (1909-1934)               |
| 30        |                          | Henri Baels (1878-1951)            | Parti catholique | 20 mai 1926 – 19 octobre 1929 (3 ans, 4 mois et 29 jours)      | Jaspar I                                                                  | Ministre de l'Agriculture et des Travaux publics                                                                                       | Albert Ier (1909-1934)               |
| 30        | Jaspar II                | Henri Baels (1878-1951)            | Parti catholique | 20 mai 1926 – 19 octobre 1929 (3 ans, 4 mois et 29 jours)      |                                                                           | Ministre de l'Agriculture et des Travaux publics                                                                                       | Albert Ier (1909-1934)               |
| 31        |                          | Jules Van Caenegem (1880-1942)     | Parti catholique | 19 octobre 1929 – 23 mai 1932 (2 ans, 7 mois et 4 jours)       | Jaspar II                                                                 | Ministre des Travaux publics | Albert Ier (1909-1934)               |
| 31        | Renkin                   | Jules Van Caenegem (1880-1942)     | Parti catholique | 19 octobre 1929 – 23 mai 1932 (2 ans, 7 mois et 4 jours)       |                                                                           | Ministre des Travaux publics | Albert Ier (1909-1934)               |
| 32        |                          | Gustave Sap (1886-1940)            | Parti catholique | 23 mai 1932 – 12 juin 1934 (2 ans et 20 jours)                 | Renkin                                                                    | Ministre des Travaux publics | Albert Ier (1909-1934)               |
| 32        | de Broqueville III       | Gustave Sap (1886-1940)            | Parti catholique | 23 mai 1932 – 12 juin 1934 (2 ans et 20 jours)                 |                                                                           | Ministre des Travaux publics | Albert Ier (1909-1934)               |
| 33        |                          | Pierre Forthomme (1877-1959)       | Parti libéral    | 12 juin 1934 – 20 novembre 1934 (5 mois et 8 jours)            | de Broqueville III                                                        | Ministre des Travaux publics | Léopold III (1934-1951)              |
| 34        |                          | Frans Van Cauwelaert (1880-1961)   | Parti catholique | 20 novembre 1934 – 14 janvier 1935 (1 mois et 25 jours)        | Theunis II                                                                | Ministre de l'Agriculture, des Classes moyennes et des Travaux publics                                                                 | Léopold III (1934-1951)              |
| 35        |                          | Philip Van Isacker (1884-1951)     | Parti catholique | 14 janvier 1935 – 25 mars 1935 (2 mois et 11 jours)            | Theunis II                                                                | Ministre des Affaires économiques et des Travaux publics                                                                               | Léopold III (1934-1951)              |
| 36        |                          | Henri De Man (1885-1953)           | POB              | 25 mars 1935 – 13 juin 1936 (1 an, 2 mois et 19 jours)         | Van Zeeland I                                                             | Ministre des Travaux Publics et de la Lutte contre le chômage                                                                          | Léopold III (1934-1951)              |
| 37        |                          | Joseph Merlot (1886-1959)          | POB              | 13 juin 1936 – 15 mai 1938 (1 an, 11 mois et 2 jours)          | Van Zeeland II                                                            | Ministre des Travaux Publics et de la Création d'emplois                                                                               | Léopold III (1934-1951)              |
| 37        | Janson                   | Joseph Merlot (1886-1959)          | POB              | 13 juin 1936 – 15 mai 1938 (1 an, 11 mois et 2 jours)          |                                                                           | Ministre des Travaux Publics et de la Création d'emplois                                                                               | Léopold III (1934-1951)              |
| 38        |                          | August Balthazar (1893-1952)       | POB              | 15 mai 1938 – 22 février 1939 (9 mois et 7 jours)              | Spaak I                                                                   | Ministre des Travaux Publics et de la Création d'emplois                                                                               | Léopold III (1934-1951)              |
| 39        |                          | Hendrik Marck (1883-1957)          | Parti catholique | 22 février 1939 – 16 avril 1939 (1 mois et 25 jours)           | Pierlot I                                                                 | Ministre de la Mobilité et des Travaux publics                                                                                         | Léopold III (1934-1951)              |
| 40        |                          | Arthur Vanderpoorten (1884-1945)   | Parti libéral    | 16 avril 1939 – 5 janvier 1940 (8 mois et 20 jours)            | Pierlot II                                                                | Ministre des Travaux Publics et de la Création d'emplois                                                                               | Léopold III (1934-1951)              |
| 40        | Pierlot III              | Arthur Vanderpoorten (1884-1945)   | Parti libéral    | 16 avril 1939 – 5 janvier 1940 (8 mois et 20 jours)            |                                                                           | Ministre des Travaux Publics et de la Création d'emplois                                                                               | Léopold III (1934-1951)              |
| 41        |                          | Léon Matagne (1880-1951)           | POB              | 5 janvier 1940 – 28 août 1940 (7 mois et 23 jours)             | Pierlot III                                                               | Ministre des Travaux publics | Léopold III (1934-1951)              |
| 42        |                          | Hubert Pierlot (1883-1963)         | Parti catholique | 22 novembre 1940 – 1er mai 1943 (2 ans, 5 mois et 9 jours)     | Pierlot IV                                                                | Premier ministre et Ministre des Travaux publics                                                                                       | Léopold III (1934-1951)              |
| (38)      |                          | August Balthazar (1893-1952)       | POB              | 1er mai 1943 – 26 septembre 1944 (1 an, 4 mois et 25 jours)    | Pierlot IV                                                                | Ministre des Travaux Publics | Léopold III (1934-1951)              |
| 43        |                          | Herman Vos (1889-1952)             | POB              | 26 septembre 1944 – 31 mars 1946 (1 an, 6 mois et 5 jours)     | Pierlot V                                                                 | Ministre des Travaux Publics | Prince Charles (Régence) (1944-1950) |
| 43        | Pierlot VI               | Herman Vos (1889-1952)             | POB              | 26 septembre 1944 – 31 mars 1946 (1 an, 6 mois et 5 jours)     |                                                                           | Ministre des Travaux Publics | Prince Charles (Régence) (1944-1950) |
| 43        | Van Acker I              | Herman Vos (1889-1952)             | POB              | 26 septembre 1944 – 31 mars 1946 (1 an, 6 mois et 5 jours)     |                                                                           | Ministre des Travaux Publics | Prince Charles (Régence) (1944-1950) |
| 43        | Van Acker II             | Herman Vos (1889-1952)             | POB              | 26 septembre 1944 – 31 mars 1946 (1 an, 6 mois et 5 jours)     |                                                                           | Ministre des Travaux Publics | Prince Charles (Régence) (1944-1950) |
| 43        | PSB-BSP                  | Herman Vos (1889-1952)             | Spaak II         | 26 septembre 1944 – 31 mars 1946 (1 an, 6 mois et 5 jours)     |                                                                           | Ministre des Travaux Publics | Prince Charles (Régence) (1944-1950) |
| 44        |                          | Jean Borremans (1911-1968)         | PCB-KPB          | 31 mars 1946 – 20 mars 1947 (11 mois et 17 jours)              | Van Acker III                                                             | Ministre des Travaux Publics | Prince Charles (Régence) (1944-1950) |
| 44        | Huysmans                 | Jean Borremans (1911-1968)         | PCB-KPB          | 31 mars 1946 – 20 mars 1947 (11 mois et 17 jours)              |                                                                           | Ministre des Travaux Publics | Prince Charles (Régence) (1944-1950) |
| 45        |                          | Oscar Behogne (1900-1970)          | PSC-CVP          | 20 mars 1947 – 11 août 1949 (2 ans, 4 mois et 22 jours)        | Spaak III                                                                 | Ministre des Travaux Publics | Prince Charles (Régence) (1944-1950) |
| 45        | Spaak IV                 | Oscar Behogne (1900-1970)          | PSC-CVP          | 20 mars 1947 – 11 août 1949 (2 ans, 4 mois et 22 jours)        |                                                                           | Ministre des Travaux Publics | Prince Charles (Régence) (1944-1950) |
| 46        |                          | Auguste Buisseret (1888-1965)      | Parti libéral    | 11 août 1949 – 8 juin 1950 (9 mois et 28 jours)                | G. Eyskens I                                                              | Ministre des Travaux Publics | Prince Charles (Régence) (1944-1950) |
| 47        |                          | Albert Coppé (1911-1999)           | PSC-CVP          | 8 juin 1950 – 16 août 1950 (2 mois et 8 jours)                 | Duvieusart                                                                | Ministre des Travaux Publics | Léopold III (1934-1951)              |
| (45)      |                          | Oscar Behogne (1900-1970)          | PSC-CVP          | 16 août 1950 – 23 avril 1954 (3 ans, 8 mois et 7 jours)        | Pholien                                                                   | Ministre des Travaux Publics | Baudouin (1951-1993)                 |
| (45)      | Van Houtte               | Oscar Behogne (1900-1970)          | PSC-CVP          | 16 août 1950 – 23 avril 1954 (3 ans, 8 mois et 7 jours)        | Ministre des Travaux Publics et de la Reconstruction                      | | Baudouin (1951-1993)                 |
| 48        |                          | Adolphe Van Glabbeke (1904-1959)   | Parti libéral    | 23 avril 1954 – 14 janvier 1955 (8 mois et 22 jours)           | Van Acker IV                                                              | Ministre des Travaux Publics et de la Reconstruction                                                                                   | Baudouin (1951-1993)                 |
| 49        |                          | Omer Vanaudenhove (1913-1994)      | Parti libéral    | 14 janvier 1955 – 26 juin 1958 (3 ans, 5 mois et 12 jours)     | Van Acker IV                                                              | Ministre des Travaux Publics et de la Reconstruction                                                                                   | Baudouin (1951-1993)                 |
| 50        |                          | Paul Meyers (1921-2011)            | PSC-CVP          | 26 juin 1958 – 6 novembre 1958 (4 mois et 11 jours)            | G. Eyskens II                                                             | Ministre des Travaux Publics et de la Reconstruction                                                                                   | Baudouin (1951-1993)                 |
| (49)      |                          | Omer Vanaudenhove (1913-1994)      | Parti libéral    | 6 novembre 1958 – 25 avril 1961 (2 ans, 5 mois et 19 jours)    | G. Eyskens III                                                            | Ministre des Travaux Publics et de la Reconstruction                                                                                   | Baudouin (1951-1993)                 |
| (49)      | G. Eyskens III (remanié) | Omer Vanaudenhove (1913-1994)      | Parti libéral    | 6 novembre 1958 – 25 avril 1961 (2 ans, 5 mois et 19 jours)    |                                                                           | Ministre des Travaux Publics et de la Reconstruction                                                                                   | Baudouin (1951-1993)                 |
| 51        |                          | Joseph-Jean Merlot (1913-1969)     | PSB-BSP          | 25 avril 1961 – 5 novembre 1962 (1 an, 8 mois et 24 jours)     | Lefèvre                                                                   | Ministre des Travaux Publics | Baudouin (1951-1993)                 |
| 52        |                          | Georges Bohy (1897-1972)           | PSB-BSP          | 5 novembre 1962 – 28 juillet 1965 (2 ans, 8 mois et 23 jours)  | Lefèvre                                                                   | Ministre des Travaux Publics | Baudouin (1951-1993)                 |
| 53        |                          | Jos De Saeger (1911-1998)          | PSC-CVP          | 28 juillet 1965 – 26 janvier 1973 (7 ans, 5 mois et 29 jours)  | Harmel                                                                    | Ministre des Travaux Publics | Baudouin (1951-1993)                 |
| 53        | Vanden Boeynants I       | Jos De Saeger (1911-1998)          | PSC-CVP          | 28 juillet 1965 – 26 janvier 1973 (7 ans, 5 mois et 29 jours)  |                                                                           | Ministre des Travaux Publics | Baudouin (1951-1993)                 |
| 53        | G. Eyskens IV            | Jos De Saeger (1911-1998)          | PSC-CVP          | 28 juillet 1965 – 26 janvier 1973 (7 ans, 5 mois et 29 jours)  |                                                                           | Ministre des Travaux Publics | Baudouin (1951-1993)                 |
| 53        |                          | Jos De Saeger (1911-1998)          | CVP              | 28 juillet 1965 – 26 janvier 1973 (7 ans, 5 mois et 29 jours)  | G. Eyskens V                                                              | Ministre des Travaux Publics | Baudouin (1951-1993)                 |
| 54        |                          | Alfred Califice (1916-1999)        | PSC              | 26 janvier 1973 – 25 avril 1974 (1 an, 2 mois et 30 jours)     | Leburton I                                                                | Ministre des Travaux Publics | Baudouin (1951-1993)                 |
| 54        | Leburton II              | Alfred Califice (1916-1999)        | PSC              | 26 janvier 1973 – 25 avril 1974 (1 an, 2 mois et 30 jours)     |                                                                           | Ministre des Travaux Publics | Baudouin (1951-1993)                 |
| 55        |                          | Jean Defraigne (1929-2016)         | PLPW             | 25 avril 1974 – 31 juillet 1976 (2 ans, 3 mois et 6 jours)     | Tindemans I                                                               | Ministre des Travaux Publics | Baudouin (1951-1993)                 |
| 55        | Tindemans II             | Jean Defraigne (1929-2016)         | PLPW             | 25 avril 1974 – 31 juillet 1976 (2 ans, 3 mois et 6 jours)     |                                                                           | Ministre des Travaux Publics | Baudouin (1951-1993)                 |
| 56        |                          | Louis Olivier (1923-2015)          | PLPW             | 31 juillet 1976 – 3 juin 1977 (10 mois et 3 jours)             | Tindemans II                                                              | Ministre des Travaux Publics | Baudouin (1951-1993)                 |
| 56        | Tindemans III            | Louis Olivier (1923-2015)          | PLPW             | 31 juillet 1976 – 3 juin 1977 (10 mois et 3 jours)             |                                                                           | Ministre des Travaux Publics | Baudouin (1951-1993)                 |
| 57        |                          | Guy Mathot (1941-2005)             | PS               | 3 juin 1977 – 18 mai 1980 (2 ans, 11 mois et 15 jours)         | Tindemans IV                                                              | Ministre des Travaux Publics et des Affaires wallonnes                                                                                 | Baudouin (1951-1993)                 |
| 57        | Vanden Boeynants II      | Guy Mathot (1941-2005)             | PS               | 3 juin 1977 – 18 mai 1980 (2 ans, 11 mois et 15 jours)         |                                                                           | Ministre des Travaux Publics et des Affaires wallonnes                                                                                 | Baudouin (1951-1993)                 |
| 57        | Martens I                | Guy Mathot (1941-2005)             | PS               | 3 juin 1977 – 18 mai 1980 (2 ans, 11 mois et 15 jours)         | Ministre des Travaux Publics                                              | | Baudouin (1951-1993)                 |
| 57        | Martens II               | Guy Mathot (1941-2005)             | PS               | 3 juin 1977 – 18 mai 1980 (2 ans, 11 mois et 15 jours)         | Ministre des Travaux Publics                                              | | Baudouin (1951-1993)                 |
| 58        |                          | Jos Chabert (1933-2014)            | CVP              | 18 mai 1980 – 17 décembre 1981 (1 an, 6 mois et 29 jours)      | Martens III                                                               | Ministre des Travaux Publics | Baudouin (1951-1993)                 |
| 58        | Martens IV               | Jos Chabert (1933-2014)            | CVP              | 18 mai 1980 – 17 décembre 1981 (1 an, 6 mois et 29 jours)      | Ministre des Travaux Publics et des Réformes institutionnelles            | | Baudouin (1951-1993)                 |
| 58        | M. Eyskens               | Jos Chabert (1933-2014)            | CVP              | 18 mai 1980 – 17 décembre 1981 (1 an, 6 mois et 29 jours)      | Ministre des Travaux Publics et des Réformes institutionnelles            | | Baudouin (1951-1993)                 |
| (56)      |                          | Louis Olivier (1923-2015)          | PRL              | 17 décembre 1981 – 9 mai 1988 (6 ans, 4 mois et 22 jours)      | Martens V                                                                 | Ministre des Travaux Publics | Baudouin (1951-1993)                 |
| (56)      | Martens VI               | Louis Olivier (1923-2015)          | PRL              | 17 décembre 1981 – 9 mai 1988 (6 ans, 4 mois et 22 jours)      |                                                                           | Ministre des Travaux Publics | Baudouin (1951-1993)                 |
| (56)      | Martens VII              | Louis Olivier (1923-2015)          | PRL              | 17 décembre 1981 – 9 mai 1988 (6 ans, 4 mois et 22 jours)      |                                                                           | Ministre des Travaux Publics | Baudouin (1951-1993)                 |
| 59        |                          | Paula D'Hondt (1926-2022)          | CVP              | 9 mai 1988 – 16 janvier 1989 (8 mois et 7 jours)               | Martens VIII                                                              | Ministre des Travaux Publics | Baudouin (1951-1993)                 |
| 60        |                          | Jos Dupré (1928-)                  | CVP              | 16 janvier 1989 – 7 mars 1992 (3 ans, 1 mois et 20 jours)      | Martens VIII                                                              | Ministre des Réformes institutionnelles, des Petites et moyennes entreprises et de la Restructuration du ministère des Travaux publics | Baudouin (1951-1993)                 |
| 60        | Martens IX               | Jos Dupré (1928-)                  | CVP              | 16 janvier 1989 – 7 mars 1992 (3 ans, 1 mois et 20 jours)      |                                                                           | Ministre des Réformes institutionnelles, des Petites et moyennes entreprises et de la Restructuration du ministère des Travaux publics | Baudouin (1951-1993)                 |

## Depuis  1992
- Liste des ministres flamands des Travaux publics
- Liste des ministres wallons des Travaux publics